# 錫蓋特堡

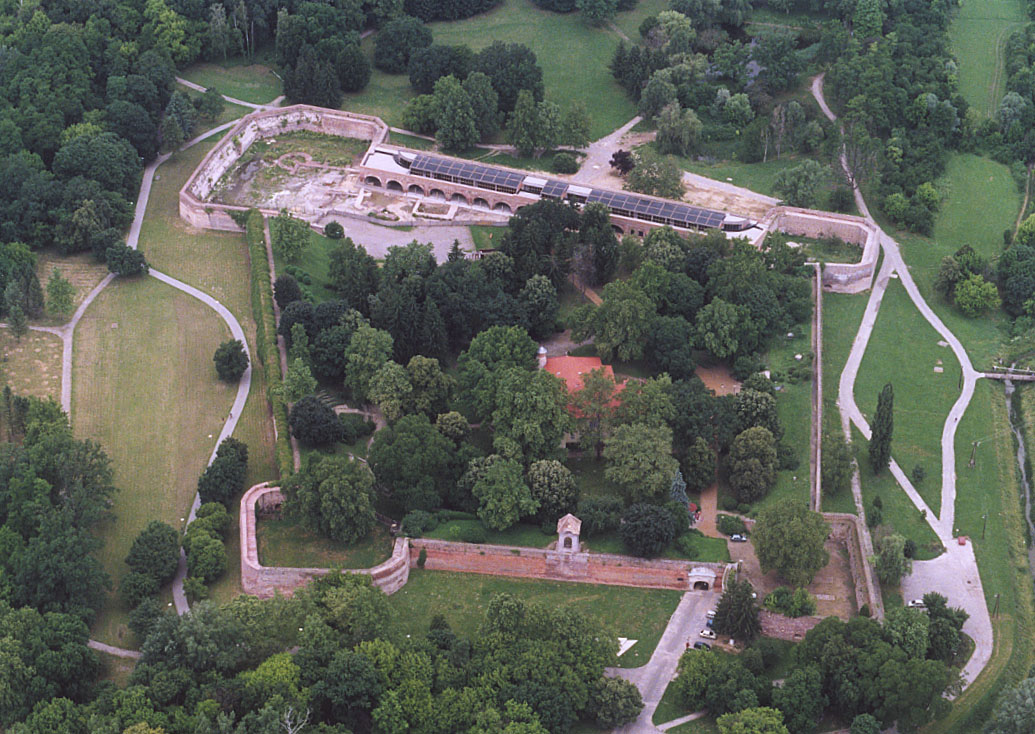

錫蓋特堡（匈牙利語：Szigetvár，匈牙利語發音：[ˈsiɡɛtvaːr]）是匈牙利巴蘭尼亞州的城鎮，位於該國南部，面積39.51平方公里，鎮上的城鎮建於1420年，2011年人口10,868，其中約六成居民信奉天主教。

## 友好城市
- 芬兰伊馬特拉
- 德国埃平根
- 斯拉蒂納
- 土耳其特拉布宗
- 羅馬尼亞德瓦

46°03′N 17°48′E / 46.050°N 17.800°E